# José María Buljubasich
José María Buljubasich (Firmat, Argentina, 12 de maig de 1971) és un exfutbolista argentí que jugava com a porter.

## Trajectòria
El Tati va debutar per Rosario Central en la primera divisió argentina l'any 1991, on va començar la seva dil·latada trajectòria. Passant per Espanya i Mèxic, amb intervals de tornada a l'Argentina, Buljubasich es consagra campió del clausura 2003 com a porter titular de River, equip entrenat pel xilè Manuel Pellegrini.
Després d'això, i per motius personals, decideix abandonar el futbol, per a dedicar-se a la representació de jugadors, fins que rep una oferta dels dirigents del club xilè Unión Española. Accepta el desafiament i marxa a la competició d'aquest país. Amb espectaculars actuacions en el clu, especialment en la definició a penals en la semifinal del clausura xilè 2004, on va atallar tres penals a la UC, el Tati és contractat per aquest últim a partir del 2005.
Eixe any, jugant el campionat de clausura del futbol xilè, Buljubasich va passar més de 1.352 minuts sense rebre un gol en la seva tanca, rècord que el va posar en el quart lloc a nivell mundial. També es va coronar campió del Torneig de Clausura del futbol xilè, com a porter de la Universidad Católica, destacant a més la seva participació en la Copa Sud-americana, arribant a la semifinal. Al setembre de 2006 se li va diagnosticar un Tumor cerebral benigne, del qual hagué de ser operat.
A pesar de no haver pogut acabar jugant l'any 2006, va ser triat el 18é Millor Porter del Món 2006 per la IFFHS. Al voltant de 3 mesos va durar la posada a punt de Buljubasich, tornant al futbol com a titular i capità de l'elenc creuat en el Torneig d'Obertura 2007, transformant-se en una de les millors figures del seu equip.
El Tati Buljubasich va manifestar en diverses ocasions els seus desitjos de seguir lligat al club universitari i en un futur retirar-se en la Institució de la qual va ser ídol per als seguidors. No obstant això, el meta va decidir no seguir en l'entitat, després de no haver pogut arribar a acord per a renovar el seu contracte. Així ho va confirmar el mateix jugador el 30 de desembre de 2008 a San Carlos de Apoquindo, després de la intensa reunió que va tenir amb el president de la branca de futbol del conjunt estudiantil, Felipe Achondo. Immediatament, després de fer-se efectiva la seva desvinculació amb el conjunt xilè, va ser transferit al club Olimpia del Paraguai.